# Typhlotanais grandis
Typhlotanais grandis är en kräftdjursart som beskrevs av Hansen 1913. Typhlotanais grandis ingår i släktet Typhlotanais och familjen Nototanaidae. Inga underarter finns listade i Catalogue of Life.